# Tanya Wilson
Tanya Wilson (Honolulu, 13 giugno 1950) è una modella statunitense.

## Carriera
Nel 1969 la Wilson si piazza al terzo posto del concorso Miss Nevada a cui partecipa anche nel 1970. Dopo essersi trasferita ad Honolulu Tanya Wilson partecipa e vince il titolo di Miss Hawaii nel 1972 e due settimane dopo rappresenta il proprio stato a Miss USA 1972. La Wilson viene incoronata Miss USA 1972 dalla Miss uscente, Michele McDonald. La Wilson è stata la seconda rappresentante delle Hawaii a vincere il titolo. In venti anni di storia del concorso, si trattò della prima volta che il concorso si teneva al di fuori degli Stati Uniti.
L'evento fu però funestato dall'esplosione di una bomba all'interno dell'hotel in cui si teneva il concorso, che costrinse gli organizzatori a cancellare alcuni eventi legati al concorso, ma non provocò alcun ferito.
La Wilson rappresentò gli Stati Uniti a Miss Universo 1972, due mesi dopo la vittoria a Miss USA. Wilson arrivò sino alle semifinali del concorso, che fu vinto dall'australiana Kerry Anne Wells.
A causa della vittoria del titolo di Miss USA, Tanya Wilson fu costretta a rimandare il proprio matrimonio. Lei ed il suo fidanzato progettarono quindi di sposarsi nel giugno 1973 dopo aver passato la corona di Miss USA ad una nuova rappresentante.